# Allison Run
Gli Allison Run sono stati un gruppo musicale italiano rock guidati da Amerigo Verardi, tra i maggiori rappresentanti italiani della neopsichedelia grazie al loro connubio tra la tradizione sixties di gruppi come Kinks e la psichedelia di tradizione britannica (Syd Barrett e Robyn Hitchcock).

## Storia
Si sono formati a Brindisi nella prima metà degli anni ottanta. Si trasferiscono a Bologna, dove realizzano il demo Lost in a Circle con una formazione a tre: Amerigo Verardi (cantante e leader del gruppo), Alex Saviozzi e Mimo Rash. Dopo aver partecipato alla compilation Eighies Colours vol.2 (Electric Eye) esordiscono su Mantra con l'EP All Those Cats in the Kitchen che ebbe ottime recensioni sia in Italia che in Gran Bretagna, seguito dall'eponimo EP Allison Run dell'anno successivo edito per Vox Pop.
Nel 1988 il gruppo diventa un quintetto con l'inserimento di Umberto Palazzo (basso) e Sado Sabbetta (tastiere), con questa formazione partecipano con il brano Ceremony all'album tributo Something about Joy Division (Vox Pop).
Nel 1989 esce il loro lavoro più significativo God Was Completely Deaf (Mantra Records), che li piazza tra i più importanti gruppi della scena underground italiana del periodo. L'album riceve il premio "Union" come migliore autoproduzione dell'anno.
Dopo una partecipazione alla raccolta Union (CGD, 1990) con il brano La fata di Edoardo Bennato ed alla prima edizione del concerto del Primo Maggio a Roma, il gruppo inaspettatamente si scioglie. Dei componenti del gruppo, Verardi prosegue con la carriera solista affiancata da progetti paralleli (Lula, Lotus) e successivamente di produttore (Baustelle, Virginiana Miller) mentre Palazzo andrà a formare i Massimo Volume e poi il Santo Niente.

## Formazione
- Alessandro Saviozzi
- Amerigo Verardi
- Mimo Rash
- Sado Sabetta
- Umberto Palazzo

## Discografia

### Album
- 1989 - God Was Completely Deaf (Mantra Records)

### EP
- 1987 - All Those Cats in the Kitchen (Vox Pop)
- 1988 - Allison Run (Mantra Records)

### Partecipazioni a Compilation
- 1987 - Eighies Colours vol.2 (Electric Eye) con il brano Milk Is Set In The Sky
- 1989 - Something about Joy Division (Vox Pop) con il brano Ceremony
- 1990 - Union (CGD) con il brano La fata

### Antologie
- 2020 - Walking on the Bridge (Spit/Fire) Box 3 cd contenente l'opera omnia